# Karanganom (Kandeman)
Karanganom is een bestuurslaag in het regentschap Batang van de provincie Midden-Java, Indonesië. Karanganom telt 1564 inwoners (volkstelling 2010).